# یواس‌اس کی (دی‌ئی-۳۴۸)
یواس‌اس کی (دی‌ئی-۳۴۸) (به انگلیسی: USS Key (DE-348)) یک کشتی بود که طول آن ۳۰۶ فوت (۹۳ متر) بود. این کشتی در سال ۱۹۴۴ ساخته شد.